# Documentació confiscada per la dictadura franquista
La documentació confiscada per la dictadura franquista és el conjunt de la documentació espoliada pel règim franquista als seus legítims propietaris a conseqüència de l'ocupació feixista iniciada el 1938. La major part d'aquesta documentació (correspondència, llibres, cartells, fotografies i documentació administrativa diversa) es troba actualment a l'Arxiu General de la Guerra Civil de Salamanca.

## Les confiscacions
Els escorcolls i les confiscacions als Països Catalans es començaren a realitzar per part de la Delegación del Estado para la Recuperación de Documentos el 1938 en paral·lel a l'avanç de l'ocupació franquista. Les primeres confiscacions es realitzaren a la Plana i al Maestrat a l'abril del 1938 i continuaren a Lleida el gener de 1939 i a València el març del 1939, després de la qual establiren una oficina a aquesta ciutat i una altra a Alacant. A Barcelona, la documentació fou dipositada en catorze locals prèviament requisats, i tingué la seu central primer al carrer de Muntaner i, posteriorment, al carrer de la Princesa fins al setembre del 1939.

## Objectiu
L'objectiu d'aquestes confiscacions era crear una enorme base de dades per organitzar la repressió política per part del franquisme. Amb aquesta informació es dotà de documents als instruments jurídics i polítics que la portaren a terme. Com ara el Tribunal de la Represión de la Masoneria y el Comunismo o els diferents tribunals de "depuración" dels cossos de funcionaris locals o estatals. També de persones particulars i entitats sindicals, polítiques o civils.
La formació d'aquesta base de dades es feu per inspiració, i també l'assessorament, de la policia política nazi. La qual tenia un grup a Espanya, des de 1938, sota el comandament del coronel de la Schutzstaffel (SS) Heinz Jost. Amb l'ajut dels especialistes alemanys, les 800 tones de documents requisats es transformaren en un índex massiu de sospitosos.